# اکوسمیت
اکوسمیت (انگلیسی: Echosmith) گروه موسیقی خانوادگی راک آمریکایی هستند که در فوریه ۲۰۰۹ در لس آنجلس تشکیل شدند. آنها در مارس ۲۰۱۲ با وارنر بروس قرارداد بستند. معروفترین ترانه آنها بچه‌های باحال است که در چارت آمریکا به رتبه سیزده رسید و فروش بیش از یک میلیون و دویست هزار نسخه گواهی پلاتین دریافت کرد.گروه متشکل از سیدنی سیروتا به همراه برادرانش جیمی، نواح و گراهام می‌باشد. 